# Sporades
(Bắc) Sporades (tiếng Hy Lạp: Βόρειες Σποράδες) là một quần đảo nằm dọc theo bờ biển phía đông của Hy Lạp, ở phía đông bắc của đảo Euboea, tại biển Aegea. Quần đảo bao gồm 24 hòn đảo, bốn trong số đó có người cư trú thường xuyên: Alonnisos, Skiathos, Skopelos và Skyros.

## Hành chính
Quần đảo Sporades thuộc hai vùng: Thessaly (hầu hết các đảo) và Trung Hy Lạp (Skyros và một vài đảo hoang). Sporades thuộc Thessaly được tổ chức thành đơn vị thuộc vùng Sporades (tiếng Hy Lạp: Περιφερειακή ενότητα Σποράδων).
Do cải cách chính phủ Kallikratis 2011, đơn vị thuộc vùng Sporades được tạo thành từ quận Magnesia cũ. Nó được chia tiếp thành 3 khu tự quản:
- Alonnisos
- Skiathos
- Skopelos